# كبوسين جيلسي
كبوسين جيلسي (الاسم العلمي:Tropaeolum jilesii) هو نوع من النباتات يتبع جنس الكبوسين من الفصيلة الكبوسينية.